# Мова поезії
«Мова поезії» (давньоскан. Skáldskaparmál) — друга частина «Молодшої Едди», написаної Сноррі Стурлусоном приблизно 1220 року. Містить в собі близько 50 000 слів.

## Зміст
«Мова поезії» є діалогом між скандинавським богом моря Еґіром та богом поезії Браґі. В діалогові переплетено скандинавські міфи та екскурс, які підкреслюють природу побудови скальдичної поезії.
В цій частині «Молодшої Едди» подається термін кеннінґ, після чого Браґі дає систематизований перелік кеннінґів для різних людей, місць та речей. По тому Браґі переходить до обговорення деталей поезії та конкретних гейті, слів, які не є перифразами (наприк. кінь та лоша). Далі подається систематизований перелік гейті, що можна назвати поетичним тезаурусом.